# مایدان روشووسکی
مایدان روشووسکی (به لاتین: Majdan Ruszowski) یک روستا در لهستان است که در گمینا وابونگه واقع شده‌است. مایدان روشووسکی ۳۸۰ نفر جمعیت دارد.